# گارنت (استیون یونیورس)
گارْنِت (به انگلیسی: Garnet) شخصیتی از انیمیشن سریالی استیون یونیورس اثر ربکا شوگر می‌باشد. وی بر پایهٔ یک مادهٔ معدنی در دنیای واقعی به نام نارسنگ ساخته شده‌است، وی یک سنگ است، یک موجود بیگانهٔ داستانی که درون یک گوهرسنگ جادویی میزیسته و یک بدن هولوگرافیک را فرا افکنده است.